# Недільний обід

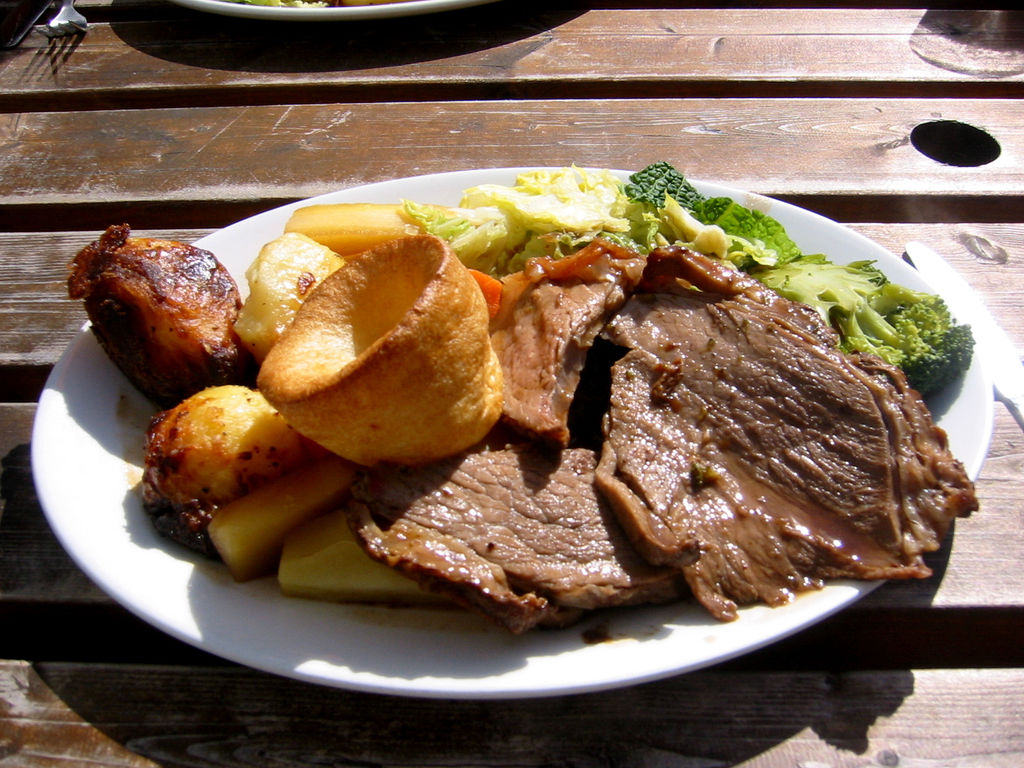
Недільний обід: ростбіф, смажена картопля, інші овочі та йоркширський пудинг

Недільний обід (англ. Sunday roast) — традиція у Великій Британії подавати основну страву (як правило, у другій половині дня, в обід) зі смаженого м'яса, смаженої картоплі або картопляного пюре з гарніром, таким як йоркширський пудинг, фарш, різні овочі й соуси.
Він популярний у Великій Британії, США, Канаді, Австралії, Новій Зеландії та Ірландії. Інші його назви — недільня печеня, недільня вечеря, недільний чай або навіть недільні кістки (маються на увазі м'ясні кістки). Їжа часто порівнянна з «полегшеним» варіантом різдвяного обіду в британській культурі.

## Походження
Є мінімум два погляди на походження цієї традиції. За однією з них, вона бере свій початок з Йоркшира часів Промислової революції, коли сім'ї вранці — перед походом до церкви — залишали в духовці шматок м'яса, який був готовий до вживання, коли вони поверталися додому в обідню перерву. Відповідно до іншої, традиція сходить до середньовіччя, коли кріпаки працювали шість днів в тиждень. Потім в неділю після церковної служби вони йшли в поле вправлятися в бойовому мистецтві, після чого смажили волів на рожні.

## Традиційні обідішні страви

### М'ясо
Типове м'ясо, яке використовується для недільного обіду, — яловичина, курка, баранина або свинина, хоча це може бути і качка, гусак, індичка, дичина або навіть шинка.

### Овочі
Недільний обід може бути поданий разом з вареними, тушкованими або смаженими овочами. Залежно від пори року і регіону країни до столу можуть подаватися різні овочі, але, як правило, завжди включають смажену картоплю, посмажену на тваринному жирі (останнім часом так майже не роблять через нездоровий характер такої їжі) або на олії, а також соус, зроблений з соку м'яса яке смажиться. В якості доповнення можна використовувати бульйонний кубик, бісто, ру або кукурудзяне борошно. Часто на м'ясо, поки воно готується, кладуться шматки бекону, щоб воно не було жорстким і ввібрало в себе м'ясний сік. Картопля смажиться обов'язково разом з м'ясом для вбирання його соку і жиру. Однак деякі кухарі вважають за краще готувати картоплю і йоркширський пудинг у духовці.
Інші овочеві страви, що подаються до недільного обіду, включають в себе пюре з брукви або ріпи, смажений пастернак, варену або парену капусту, броколі, зелені боби й варені моркву та горох. Іноді можуть подаватися також цвітна капуста з сиром і червона капуста, але ці страви є сезонними. В Австралії популярний до недільного обіду гарбуз, в Новій Зеландії — солодка картопля.

### Гарнір
Традиційний гарнір містить:
- Для яловичини — йоркширський пудинг, сало, англійська гірчиця, хрін;
- Для свинини — шкварки, фарш з шавлії та цибулі, яблучне пюре, англійська гірчиця;
- Для баранини — м'ятний соус або желе з порічок;
- Для курки — сосиски в тісті, сосиски, ковбаса, фарш, хлібний м'якуш або журавлинне желе.

## Приготування
Недільний обід вимагає значного таланту, досвіду й майстерності для якісного приготування, щоб всі окремі елементи обіду були приготовлені максимально якісно, особливо якщо до столу збирається велика кількість гостей.
Частина їжа, що залишилася з недільного обіду, традиційно є основою для страв, що подаються протягом тижня. Наприклад, м'ясо використовується для сендвічів, баранина — як начинку для вівчарського пирога, а овочі можуть стати основою для печені з капусти та картоплі.

## Недільний обід в пабах
Багато британських пабів включають у свої меню недільний обід щонеділі: як правило, він складається з різних видів м'яса і значної кількості вегетаріанської їжі, такої як смажений горіх. Найчастіше цей обід коштує дешевше, ніж інші страви, що продаються у неділю.